# Emanuel von der Pahlen
El barón Emanuel A. von der Pahlen (4 de julio de 1882 – 18 de julio de 1952) fue un astrónomo alemán.

## Semblanza
Von der Pahlen nació en San Petersburgo, Rusia, pero emigró a Alemania tras la revolución de 1917. Se formó en la Universidad de Gotinga, donde se doctoró en Ciencias Matemáticas. Con anterioridad a la Primera Guerra Mundial participó en expediciones para observar eclipses solares en 1905, 1912 y 1914. En el período entre las dos guerras mundiales, estuvo empleado en el Observatorio Astrofísico de Potsdam. Docente en la Universidad de Basilea, en 1947 publicó Einführung in die Dynamik von Sternsystemen, un trabajo de 241 páginas sobre las galaxias.

## Eponimia
- El cráter lunar Von der Pahlen lleva su nombre.[1]